# Federación de baloncesto de Bulgaria
La BBF (por sus siglas en inglés Bulgarian Basketball Federation) es el organismo que rige las competiciones de clubes y la Selección nacional de Bulgaria. Pertenece a la asociación continental FIBA Europa.

## Registros
- 113 Clubes Registrados.
- 2156 Jugadoras Autorizadas
- 3290 Jugadores Autorizados
- 18328 Jugadores NoAutorizados